# Paperinik (periodico)
Paperinik è una rivista a fumetti attualmente pubblicata in Italia dalla Panini Comics e dedicata alle storie di Paperinik.

## Storia editoriale
La prima serie dedicata a Paperinik, chiamata Paperinik e altri supereroi (dal volume 40 intitolata semplicemente Paperinik), venne edita da aprile 1993 ad aprile 2005 dalla Walt Disney Company Italia, dapprima bimestralmente e poi, a partire dal numero 8, mensilmente. Fino al numero 39 ristampava storie anche di altri supereroi della Disney come Superpippo e Paperbat (il primo fu presente fin dal primo numero mentre il secondo apparve a partire dal numero 26). La ristampa delle storie di Paperinik avvenne seguendo, seppur non rigorosamente, l'ordine cronologico, anche se in diversi casi furono apportate delle modifiche censorie ai dialoghi ritenuti politicamente scorretti, e le storie provenienti da Almanacco Topolino e quelle di provenienza estera furono rimontate passando da quattro a tre righe per pagina. A partire dal numero 18 fu introdotta una storia inedita ad apertura del numero, di norma prodotta appositamente per la testata ma in qualche raro caso di provenienza estera. Con l'esaurimento delle storie vecchie con Paperinik protagonista, si decise di aumentare a due o tre storie per numero le inedite con protagonista Paperinik a partire dal numero 26; successivamente, a partire dal numero 32, la testata cominciò a ristampare come riempitivo storie di Paperino in cui non comparivano supereroi. A partire dal numero 40, con l'eliminazione delle storie degli altri supereroi, la testata pubblicava in ogni numero due o tre storie inedite con protagonista Paperinik e, come riempitivo, ristampe di storie di Paperino in cui non compariva il diabolico vendicatore. A partire dal numero 91 fino alla chiusura la testata cominciò a ristampare in ordine casuale anche storie di Paperinik già apparse nella testata. Il periodico si concluse dopo 139 numeri.
La seconda serie, chiamata Paperinik Cult, venne edita già dal mese successivo e fino a settembre 2011, per un totale di 77 numeri, dallo stesso editore e pubblicava in ordine quasi sempre cronologico ristampe di storie incentrate sul personaggio pubblicate sulle testate tradizionali (Topolino, Almanacco Topolino, Paperino Mese, Paperinik e altri supereroi), oltre alla ristampa della saga PK - Pikappa (in cui compare una versione alternativa del personaggio chiamata Pikappa). A partire dal numero 8 la storia di apertura del numero era un'inedita, di norma prodotta appositamente per la testata ma in qualche raro caso di provenienza estera. Nei rari casi in cui le inedite ad apertura del numero erano due, si trattava di storie estere molto brevi, pubblicate senza subire rimontaggi.
La terza serie, chiamata Paperinik Appgrade, venne edita dopo un anno dalla sospensione della precedente, da ottobre 2012 a dicembre 2016, per 51 numeri, dalla Panini Comics, nuovo editore in Italia dei personaggi Disney. Le storie erano sempre incentrate sul personaggio di Paperinik, presentandone generalmente una inedita e quattro o più già edite in altre collane, oltre a una serie di rubriche. Le storie erano ristampate di norma non rispettando l'ordine di pubblicazione, a parte per la sezione Cult in cui erano presentate, al ritmo di una a numero, le prime storie del personaggio in ordine cronologico (escludendo, però, quelle pubblicate in origine su Almanacco Topolino).
La quarta serie, chiamata Paperinik ed edita sempre dalla Panini, esordì a gennaio 2017; le storie pubblicate, sempre incentrate sul personaggio di Paperinik, sono generalmente una inedita e quattro o più già edite in altre collane. Se si eccettua la ristampa di PK - Pikappa, le storie vengono pubblicate senza rispettare l'ordine cronologico.

## Cicli di storie suPK(Paperinik Appgrade)
Sulla testata Paperinik Appgrade dal numero 16 del gennaio 2014 al numero 32 del maggio 2015 (tranne che sul 27) sono state pubblicate tre miniserie di PK per un totale di sedici storie in cui il Paperinik classico deve affrontare minacce come l'invasione evroniana o i cronopirati senza l'aiuto della tecnologia messa a disposizione del personaggio nella serie PK ma solo con i gadget di Archimede Pitagorico e il supporto finanziario dello Zio Paperone. Inoltre sono presenti sia personaggi della serie classica che quelli della serie PK come Paperoga, il Razziatore, Xadhoom e Angus Fangus. La serie non si inserisce in continuity con PKNA.
Il ciclo è composto da:
- Universo PK (6 storie)
- Paperinik e la macchina del Fangus (5 storie)
- Paperinik e la trasferta astrale (5 storie)